# 京仁放送
京仁放送（韓語：경인방송），简称iTV，是韩国的一家广播电台，总部位于韩国仁川，呼号HLDO-FM。1997年至2004年期间也曾提供电视广播服务。

## 简介
1997年10月11日，仁川放送电视频道开播。2000年，由于播出范围扩大至京畿道南部，仁川放送更名为“京仁放送”，并于2003年开播了调频广播“iFM”（FM90.7MHz）。
自开播以来，京仁放送并未加入任何电视联播网，部分新闻素材由YTN提供，也曾获得美国职棒（MLB）比赛在韩国的独家转播权。由于经营不善、连年亏损，京仁放送的运营难以为继，最终于2004年12月31日（韩国标准时）停播。其后部分京仁放送的员工和市民志愿者向政府部门提出申请，最终于2005年3月1日恢复了调频广播，其后一度更名为“仁川电台”（라디오 인천，“Sunny FM”），但在2007年10月11日恢复了“京仁放送”及“iFM”的名称。